# Crocothemis
Gênero de libélulas.

## Espécies
- Crocothemis brevistigma
- Crocothemis corocea
- Crocothemis divisa
- Crocothemis erythraea - Libébula-escarlate[1]
- Crocothemis misrai
- Crocothemis nigrifrons
- Crocothemis sanguinolenta
- Crocothemis arabica
- Crocothemis servilia
- Crocothemis striata
- Crocothemis saxicolor